# Policki
Policki là một huyện thuộc tỉnh Zachodniopomorskie của Ba Lan. Huyện có diện tích 665 km². Đến ngày 1 tháng 1 năm 2011, dân số của huyện là 70380 người và mật độ 106 người/km².